# Tribunal Agroambiental de Bolivia
El Tribunal Agroambiental (TA) es el máximo tribunal especializado de la jurisdicción agroambiental que conforma el Órgano Judicial de Bolivia e imparte justicia en materia agraria, pecuaria, forestal, ambiental, aguas y biodiversidad, que no sean de competencia de autoridades administrativas.
La jurisdicción agroambiental se encuentra regulada por la Constitución Política del Estado boliviano en el Capítulo III del Título II, por la Ley del Órgano Judicial en el Capítulo II del Título III, y por la Ley Especial de la Jurisdicción Agroambiental. 

## Historia
La Ley 1715 del Servicio Nacional de Reforma Agraria crea la Judicatura Agraria, conformada por el Tribunal Agrario Nacional (TAN) y los Juzgados agrarios. El Tribunal Agrario Nacional estaría compuesto por siete Vocales, divididos en dos salas especializadas, tres miembros por cada una. El Presidente sólo formaría parte de la sala plena. 
Los Vocales del Tribunal Agrario serían elegidos por los Ministros de la Corte Suprema de Justicia, de nóminas propuestas por el Consejo de la Judicatura. Su período constitucional sería de seis años en el cargo, con posibilidad a reelección.  
Mediante resolución del 29 de julio de 1999 se designan a los Vocales del Tribunal Agrario Nacional, siendo posesionados en sus cargos el 12 de agosto del mismo año Hugo Bejarano Torrejón, Joaquín Hurtado Muñoz, Esteban Miranda Terán, Inés Virginia Montero Barrón, Gilberto Palma Guardia, Hugo Ernesto Teodovich Ortíz y Otto Riess Carvalho, siendo este último el primer Presidente del TAN.
El segundo Tribunal Agrario Nacional estuvo compuesto por los Vocales Hugo Salces, Antonio Hassenteúfel Salazar, Luis Alberto Arratia Gutiérrez e Iván Gantier Lemoine. 
La Constitución boliviana de 2009 establece que el Órgano Judicial se compone de cuatro jurisdicciones: ordinaria, agroambiental, especializada e indígena originaria campesina. Además, establece que los miembros del Tribunal Supremo de Justicia (TSJ), Tribunal Agroambiental (TA), Tribunal Constitucional Plurinacional (TCP) y Consejo de la Magistratura (CM) sean elegidos mediante voto popular de entre los candidatos propuestos por la Asamblea Legislativa Plurinacional. 
La Ley 212 de Transición del Poder Judicial al Órgano Electoral fijó que el cese de funciones del Tribunal Agroambiental Nacional fuere el 31 de diciembre de 2011, para inaugurar el año judicial desde el 3 de enero de 2012 del ahora Tribunal Agroambiental. 
Como resultado de las Elecciones judiciales de 2011, los electos Magistrados del Tribunal Agroambiental fueron Bernardo Huarachi Tola (posteriormente primer Presidente del TA), Lucio Fuentes Hinojosa, Javier Peñafiel Bravo, Deysi Villagómez Velasco, Juan Ricardo Soto Butrón, Paty Yola Paucara Paco y Gabriela Cynthya Armijo.

## Requisitos
Para ser elegido Magistrado del Tribunal Agroambiental serán necesarios cumplir con los siguientes requisitos:

Artículo 137. (Requisitos).
I. Para acceder al cargo de magistrada y magistrado del Tribunal Agroambiental, además de los requisitos establecidos en el Artículo 18 de la presente Ley, se requiere:
1. Haber cumplido treinta (30) años de edad;
2. Haber ejercido con idoneidad, ética y honestidad la jurisdicción agraria o agroambiental, desempeñado la profesión de abogado libre o la docencia universitaria en el área agraria o ambiental, durante al menos ocho (8) años; y
3. Poseer conocimientos en el área de sus atribuciones o especialidad en materia agraria, forestal, de aguas, ambiental, de recursos naturales renovables o biodiversidad.

II. Para la calificación de méritos se tomará en cuenta el haber ejercido la calidad de autoridad indígena originaria campesina, bajo su sistema de justicia.
Ley 025 del Órgano Judicial

## Elección y posesión
La Asamblea Legislativa Plurinacional preselecciona a los postulantes por cada departamento garantizando la composición plural, considerando criterios de plurinacionalidad, y remite al Tribunal Supremo Electoral para organizar el proceso de elección.
Son elegidos los candidatos que obtengan mayoría simple de los votos.
En el plazo de treinta días, son posesionados en sus cargos por el  Presidente del Estado.

## Atribuciones
Son atribuciones del Tribunal Agroambiental las siguientes:
1. Resolver recursos de casación y de nulidad en materia agraria, forestal, ambiental, aguas, derechos de uso y aprovechamiento de recursos naturales renovables, hídricos, forestales y de la biodiversidad.
2. Atender demandas por actos que atenten contra la fauna, la flora, el agua y el medio ambiente, y demandas por prácticas que pongan en peligro el sistema ecológico y la conservación de especies. Establecer responsabilidades ambientales y medidas para la reparación, rehabilitación o restauración por el daño causado.
3. Conocer y resolver demandas de nulidad y anulabilidad de títulos ejecutoriales.
4. Conocer y resolver procesos contenciosos administrativos que resulten de contratos, negociaciones, autorizaciones, otorgación, distribución y redistribución de derechos de aprovechamiento de recursos naturales.

## Composición actual
La Ley 025 del Órgano Judicial, modificada por la Ley 929, establece que el número de miembros del Tribunal Agroambiental es de cinco Magistrados, dividido en dos salas especializadas, dos miembros por cada una. El Presidente del Tribunal Agroambiental sólo forma parte de la Sala Plena. 
En las Elecciones judiciales de 2017 se eligieron a los miembros del Tribunal Agroambiental, que son los siguientes:
| Orden      | Nombre                       | Universidad                      |
| ---------- | ---------------------------- | -------------------------------- |
| Presidente | Angela Sánchez Panozo        | U. Mayor de San Simón            |
| Magistrado | Gregorio Aro Rasguido        | U. Técnica de Oruro              |
| Magistrada | María Tereza Garrón Yucra    | U. Mayor de San Francisco Xavier |
| Magistrada | Elva Terceros Cuéllar        | U. Autónoma Gabriel René Moreno  |
| Magistrado | Rufo Nivardo Vásquez Mercado | U. Mayor de San Simón            |